# Armoriale dei comuni della provincia di Pisa
Questa pagina contiene le armi (stemmi e blasonature) dei comuni della provincia di Pisa.
| Stemma                                                                 | Comune e blasonatura | Gonfalone e/o bandiera           |
| ---------------------------------------------------------------------- | --- | -------------------------------- |
|                                                                        | Bientina Di rosso, all'ariete saliente d'oro, accostato da un mazzo di spighe di grano, al naturale Gonfalone: Drappo di rosso… |                                  |
|                                                                        | Buti D'oro, all'aquila al naturale, coronata d'oro, tenente negli artigli un ramoscello di olivo e un ramoscello di castagno Gonfalone: Drappo di colore bianco con tre punte alla base, bordate di frangia argentata con in alto la scritta in lettere dorate COMUNE DI BUTI e al centro lo stemma comunale |                                  |
|                                                                        | Calci D'azzurro, a tre piedi umani, volti a destra, calzati da cuturni, disposti triangolarmente e verticalmente. Lo scudo è sormontato da una corona turrita, circondato dal basso da due ramoscelli di ulivo e con sottostante il motto Viret semperque virebit. Alias: D'azzurro, a tre stivali (coturni), al naturale, posti 2, 1. Motto: Viret semperque virebit Gonfalone: Drappo di azzurro… |                                  |
|                                                                        | Calcinaia Di rosso, fasciato da due burelle di nero, di cui la superiore sormontata da una verghetta di nero, accantonata da due arselle aperte, d'argento D.C.G. del 18 ottobre 1939 Gonfalone: drappo di bianco… R.D. del 4 febbraio 1932 |                                  |
|                                                                        | Capannoli D'azzurro, alla banda d'oro, caricata dalla stella di otto raggi d'azzurro. Ornamenti esteriori da Comune. D.P.R. del 6 aprile 1986 Gonfalone: Drappo d'azzurro riccamente ornato di ricami d'argento e caricato dello stemma sopra descritto con la iscrizione centrata in argento recante la denominazione del Comune. D.P.R. del 6 aprile 1986 |                                  |
|                                                                        | Casale Marittimo D'argento, alla casa al naturale, posta sulla campagna erbosa, e accompagnata nel capo da due stelle d'oro Gonfalone: Drappo di bianco… |                                  |
|                                                                        | Casciana Terme Lari Partito: nel primo, di argento, a tre canne lacustri, una accanto all'altra, di verde, fiorite dello stesso, nodrite nella campagna di azzurro, fluttuosa di argento, sormontate dal merlo volante a sinistra, di nero; nel secondo, di azzurro, alla torre d'argento, murata di nero, merlata alla guelfa di cinque, chiusa di nero, finestrata di due in fascia, dello stesso, fondata sulla campagna di verde. Sotto lo scudo, su lista bifida e svolazzante di argento, il motto, in lettere maiuscole di nero, EX UTROQUE UNUM IUNCTI PROSPERANT. Ornamenti esteriori da Comune. Gonfalone: Drappo di bianco… D.P.R. del 15 gennaio 2018 |                                  |
|                                                                        | Cascina D'azzurro alla fascia-banda d'oro, sormontata da una cassa d'argento con l'iscrizione "Fides" di nero Gonfalone: Drappo di bianco… |                                  |
|                                                                        | Castelfranco di Sotto D'azzurro, alle chiavi pontificie d'oro e d'argento, decusate, accantonate da quattro crocette trifogliate d'oro. D.C.G. del 9 dicembre 1930 Gonfalone: Drappo di azzurro… |                                  |
|                                                                        | Castellina Marittima Troncato: nel primo di azzurro a tre stelle di sei raggi d'oro, male ordinate; nel secondo d'oro, a sei palle di rosso 3, 2, 1. D.P.C.M. del 3 agosto 1952 Gonfalone: Drappo partito di azzurro e di giallo, riccamente ornato di ricami d'argento e caricato dello stemma comunale con l'iscrizione centrata in argento COMUNE DI CASTELLINA MARITTIMA. Le parti di metallo ed i cordoni sono argentati. L'asta verticale è ricoperta di velluto dai colori azzurro e giallo, alternati con bullette argentate poste a spirale. Nella freccia è rappresentato lo stemma del comune e sul gambo inciso il nome. Cravatte e nastri tricolorati dai colori nazionali fregiati di argento. D.P.R. del 6 ottobre 1953 |                                  |
|                                                                        | Castelnuovo di Val di Cecina D'azzurro, all'albero di castagno al naturale, sradicato. D.P.C.M. del 20 aprile 1954 Gonfalone: Drappo di colore azzurro, riccamente ornato di ricami d'argento e caricato dello stemma comunale con l'iscrizione centrata in argento: Comune di Castelnuovo in Val di Cecina. D.P.R. del 22 dicembre 1954 |                                  |
| Stemma in uso con la merlatura di nero Stemma nella versione sannitica | Chianni Troncato: nel primo, d'argento alla fascia merlata di rosso; nel secondo, di rosso al fiore d'argento. Gonfalone: drappo di azzurro… |                                  |
|                                                                        | Crespina Lorenzana Troncato dalla fascia diminuita, merlata di cinque, di rosso: nel primo, di azzurro, ai due tralci di alloro di verde, posti in fascia, decussati a destra; nel secondo, d'oro, al porcospino al naturale, passante. Ornamenti esteriori da Comune. D.P.R. del 12 luglio 2018 Gonfalone: Drappo partito di azzurro e di giallo. |                                  |
|                                                                        | Fauglia D'argento, alle due fortezze, prive di merli, di rosso, mattonate di nero, chiuse dello stesso, ordinate in palo, la fortezza posta in basso sostenente il leone illeopardito, d'oro. Ornamenti esteriori da Comune D.P.R. del 3 novembre 2010 Gonfalone: Drappo di rosso… |                                  |
| Stemma precedentemente in uso                                          | Guardistallo D'argento, al castello con una sola torre posta a sinistra, di rosso, mattonato di nero, merlato alla guelfa, la torre di tre, il fastigio di sette, la torre finestrata di nero, il fastigio chiuso a destra dello stesso. Ornamenti esteriori da Comune D.P.R. del 22 giugno 2012 Stemma precedentemente in uso: d'azzurro alla torre di rosso, merlata alla guelfa, fondata sulla campagna al naturale Gonfalone: drappo di rosso… Gonfalone precedentemente in uso: drappo di azzurro… | Gonfalone precedentemente in uso |
|                                                                        | Lajatico D'argento al ramoscello di rosa al naturale, col motto Tutto vive Tutto muore R.D. del 17 febbraio 1884 Gonfalone: Drappo partito di bianco e di rosso riccamente ornato di ricami d'argento, caricato dello stemma del comune con l'iscrizione centrata in argento: “Comune di Lajatico" D.P.R. del 15 febbraio 1950 |                                  |
|                                                                        | Montecatini in Val di Cecina D'argento, al leone al naturale, lampassato di rosso, rampante contro un monte all'italiana di sei cime di verde (3, 2, 1), sostenente una vasca di fontana di rosso e un giglio d'oro D.C.G. del 14 luglio 1930 Gonfalone: Drappo di bianco… |                                  |
|                                                                        | Montescudaio D'azzurro, ai tre monti, muniti ciascuno di tre vette, posti uno, due, di verde. Ornamenti esteriori da Comune. D.P.R. del 2 luglio 1988 Stemma antico: D'azzurro, a tre montagne al naturale |                                  |
|                                                                        | Monteverdi Marittimo D'oro, al castello di rosso, torricellato di tre pezzi aperto e finestrato di nero, poggiato su una campagna di verde. D.C.G. del 16 febbraio 1937 Gonfalone: Drappo di giallo… |                                  |
|                                                                        | Montopoli in Val d'Arno D'azzurro, al monte all'italiana di sei colli d'oro, sostenente la croce latina d'argento, accostata da due topi controrampanti di nero. Gonfalone: Drappo di verde… |                                  |
|                                                                        | Orciano Pisano Ovale di campo rosso con due rami: uno di palma e l'altro di olivo, circondanti uno scudo di campo giallo nel mezzo del quale vi è un orcio sotto la croce pisana di color rosso. Alias: D'oro all'orcio al naturale, sormontato dalla croce di Pisa, di rosso Gonfalone: Drappo di rosso… |                                  |
|                                                                        | Palaia Uno scudo azzurro in campo bianco ed azzurro raffigurante un castello con tre torri, il tutto sotto una corona a nove punte, in basso un ramoscello di mirto e un ramoscello di quercia. Alias: D'azzurro, al castello d'argento, di tre torri, fondato sulla campagna di verde. Gonfalone: Drappo partito di azzurro e di bianco… |                                  |
| Logo utilizzato dal Comune                                             | Peccioli Di rosso, al castello di una torre d'argento, murato di nero, finestrato dello stesso, aperto del campo D.C.G. del 9 marzo 1935 Gonfalone: Drappo di colore bianco, ornato di ricami d'argento e caricato dello stemma sopra descritto con l'iscrizione centrata in argento "Comune di Peccioli" D.C.G. del 9 marzo 1935 |                                  |
|                                                                        | Pisa Di rosso, alla croce vuota a chiave pomata d'argento D.C.G. dell'11 ottobre 1932 Gonfalone: Drappo di rosso… Bandiera: Di rosso, alla croce vuota a chiave pomata d’argento… |                                  |
|                                                                        | Pomarance Un leone rampante di colore rosso tenente con branche anteriori e posteriori un ramo d'arancio inserito in uno scudo con campo argentato sormontato da corona. Gli ornamenti esterni sono rappresentati sulla sinistra da un tralcio di quercia e sulla destra da un tralcio di alloro, uniti da un fiocco di colore azzurro. Alias: D'argento, al leone di rosso, tenente un ramo di arancio D.C.G. del 3 luglio 1930 (lo stemma effettivamente utilizzato dal comune non corrisponde al testo del decreto) Gonfalone: Drappo di rosso… R.D. del 3 luglio 1930 |                                  |
|                                                                        | Ponsacco D'argento al ponte arcuato di rosso, uscente dalla campagna mareggiata di azzurro, e sopra il ponte un contadino che porta un sacco sulle spalle, al naturale. R.D. del 7 luglio 1889 Gonfalone: Drappo trinciato di rosso e di azzurro collo scudetto del Comune in cuore R.D. del 7 luglio 1889 |                                  |
|                                                                        | Pontedera D'azzurro, al ponte a due luci d'argento, sormontato nella pigna centrale da un casotto dello stesso, col tetto di verde e posto sul fiume al naturale. D.C.G. del 6 novembre 1937 Gonfalone: Drappo di colore azzurro, riccamente ornato di ricami d'oro e caricato dello stemma della città con l'iscrizione centrata in oro "Città di Pontedera". R.D. del 6 maggio 1940 |                                  |
|                                                                        | Riparbella D'azzurro, al palo d'oro, caricato in cuore da uno scudetto con lo stemma di Firenze che è d'argento al giglio di rosso. D.C.G. del 23 febbraio 1936 Gonfalone: Drappo di bianco, riccamente ornato di ricami d'argento e caricato dallo stemma comunale con la iscrizione centrata in argento recante la denominazione del Comune. Le parti di metallo ed i cordoni saranno argentati. L'asta verticale sarà ricoperta di velluto bianco con bullette argentate poste a spirale. Nella freccia sarà rappresentato lo stemma del Comune e sul gambo inciso il nome. Cravatta con nastri tricolorati dai colori nazionali frangiati d'argento D.P.R. del 4 aprile 2007 |                                  |
|                                                                        | San Giuliano Terme D'azzurro, al ponte d'argento a due luci, posto nel fiume al naturale e sormontato da una torre movente da quattro colline di verde. Gonfalone: Drappo di azzurro… |                                  |
| Stemma precedentemente in uso                                          | San Miniato Di rosso, al leone d'argento, coronato d'oro, tenente nella branca destra una spada d'argento. Motto: sic nos in sceptra reponis. Gonfalone: Drappo di rosso… |                                  |
|                                                                        | Santa Croce sull'Arno Partito. Il primo d'argento alla mezza croce piana di rosso. Il secondo pure d'argento, al mezzo giglio bottonato e bocciolato di rosso. Alias: D'argento, al mezzo giglio di rosso, combaciante a metà croce dello stesso. D.P.R. del 23 settembre 1949 Gonfalone: Drappo partito di rosso e d'argento, riccamente ornato di ricami d'argento e caricato dello stemma sopra descritto con la iscrizione centrata in argento "Comune d Santa Croce sull'Arno" D.P.R. del 23 settembre 1949 |                                  |
|                                                                        | Santa Luce D'argento, alla figura di Santa Lucia di carnagione, in maestà aureolata d'oro, vestita con la tunica di raso, ammantata di verde, tenente con la mano destra il ramo di palma al naturale, con la sinistra la patena d'oro, essa figura, con i piedi ignudi, ritta sulla pianura erbosa di verde, attraversante. Ornamenti esteriori da Comune. Stemma antico: Partito: nel primo d'argento all'immagine di Santa Lucia, posta su una pianura erbosa; nel secondo, d'azzurro pieno Gonfalone: Drappo trinciato di verde e di bianco riccamente ornato di ricami d'argento e caricato dello stemma sopra descritto con la iscrizione centrata in argento recante la denominazione del Comune. |                                  |
|                                                                        | Santa Maria a Monte Al centro figura della Beata Vergine in tunica rossa e manto verde, con in braccio il Bambino al naturale, entrambi dotati di aureola d'oro. La figura è seduta su una nuvola argentata posta sopra un monte dorato. Il campo è di colore azzurro. Lo stemma, di forma sannitica, è sormontato da una corona d'argento, mentre è accompagnato nella parte sottostante da una composizione formata da: fronda di quercia colore verde con ghiande d'oro a destra e fronda di alloro color verde con drupe d'oro a sinistra legate da nastro tricolore centrale. Il drappo è di colore giallo. D.P.R. dell'8 giugno 1992 Stemma antico: Di rosso, alla figura dell'Immacolata Concezione Gonfalone: Drappo monocolore (biancorosso giallo) con al centro lo stemma comunale, senza alcuna variazione. Nella parte superiore del drappo è apposta la scritta COMUNE e nella parte inferiore è apposta la scritta S. MARIA A MONTE. |                                  |
| Stemma nella versione sannitica                                        | Terricciola D'azzurro, all'albero di ulivo al naturale, terrazzato di verde; capo partito di rosso e argento, alla mezza croce di Pisa d'argento, divisa verticalmente e unita con un mezzo giglio di Firenze di rosso, il tutto sulla partizione (dell'uno nell'altro). Gonfalone: drappo di bianco… |                                  |
| Stemma precedentemente in uso                                          | Vecchiano Stemma precedentemente in uso: Trinciato, con la banda d'oro sulla partizione, caricata da sei pugnali d'argento posti in fascia-palo; nel primo, di rosso, alla croce pisana d'argento sormontata dalle lettere G, V, dello stesso; nel secondo, di cielo, ad un mazzetto di spighe di grano, piantate sulla campagna erbosa, sovrastato da quattro stelle d'oro Gonfalone: Drappo di bianco… | Gonfalone precedentemente in uso |
| Stemma nella versione sannitica                                        | Vicopisano Troncato: nel primo, d'azzurro alla torre d'argento, accostata da due fasci di grano incrociati con rami di olivo, il tutto al naturale; nel secondo, d'argento, a due cannoni posti in croce di Sant'Andrea, sormontati da un elmo al naturale, piumato d'azzurro e sottostante due lance sostenenti un drappo di rosso. Stemma antico: D'argento, al leone accovacciato d'oro, tenente con la branca destra una bandiera partita di rosso e d'argento, con mezza croce pisana sul rosso e mezza croce del popolo fiorentino sull'argento D.C.G. del 15 aprile 1929 Gonfalone: Drappo di bianco… |                                  |
|                                                                        | Volterra D'argento, al grifo di rosso, afferrante un drago di verde, con testa e collo rivolti. Ornamenti esteriori da Città. D.P.R. dell'8 febbraio 2019 Gonfalone: Drappo di bianco, bordato di rosso, riccamente ornato di ricami d'oro e caricato dallo stemma sopra descritto con la iscrizione centrata in oro, recante la denominazione della Città. Le parti di metallo ed i cordoni saranno dorati. L’asta verticale sarà ricoperta di velluto dei colori del drappo, alternati, con bullette dorate poste a spirale. Nella freccia sarà rappresentato lo stemma della Città e sul gambo inciso il nome. Cravatta con nastri tricolorati dai colori nazionali frangiati d'oro. D.P.R. dell'8 febbraio 2019 |                                  |

## Ex comuni
| Stemma                                                              | Ex Comune e blasonatura | Gonfalone                        |
| ------------------------------------------------------------------- | --- | -------------------------------- |
|                                                                     | Casciana Terme (dal 2014 soppresso per la costituzione del comune di Casciana Terme Lari) Campo di cielo, al merlo rivolto, volante sopra uno stagno, il tutto al naturale. R.D. del 21 giugno 1928 Gonfalone: Drappo di colore amaranto, riccamente ornato di ricami d'argento e caricato dello stemma comunale con la iscrizione centrata in argento: "Comune di Bagni di Casciana" (oggi di "Comune di Casciana Terme"). R.D. del 22 febbraio 1934                                                                  |                                  |
|                                                                     | Crespina (dal 2014 soppresso per la costituzione del comune di Crespina Lorenzana) D'azzurro, al porcospino al naturale, passante sulla campagna di verde, alla banda ondata d'argento, caricante la campagna. Lo scudo sarà cimato da un cerchio di muro d'oro sormontato da otto merli, uniti da muricciuoli, il tutto d'argento. R.D. del 21 maggio 1903 Gonfalone: Drappo partito di azzurro e di verde… |                                  |
| Stemma in uso precedentemente Stemma in uso fino alla metà del '600 | Lari (dal 2014 soppresso per la costituzione del comune di Casciana Terme Lari) Di azzurro, alla torre d'argento, murata di nero, merlata alla guelfa di cinque, chiusa di nero, finestrata di due in fascia, dello stesso, fondata sulla pianura di verde. Ornamenti esteriori da Comune. D.P.R. del 29 ottobre 2012 Gonfalone: drappo di bianco… Stemma in uso precedentemente: D'azzurro, alla torre merlata alla guelfa, fondata sulla campagna, al naturale. Gonfalone in uso precedentemente: drappo di azzurro… | Gonfalone in uso precedentemente |
|                                                                     | Lorenzana (dal 2014 soppresso per la costituzione del comune di Crespina Lorenzana) D'oro, a due tralci di alloro di verde, posti in fascia, decussati a destra, alla campagna cucita d'argento. Sulla partizione, una fascia di rosso palizzata di cinque. Gonfalone: Drappo troncato di bianco e di giallo… |                                  |